# Mokrosuky
Mokrosuky település Csehországban, a Klatovyi járásban. Mokrosuky Kolinec, Petrovice u Sušice, Velhartice és Hrádek településekkel határos. Lakosainak száma 141 fő (2024. január 1.).

## Népesség
A település lakosságának változását az alábbi diagram mutatja:
| Lakosok száma | 448  | 452  | 446  | 302  | 211  | 144  | 126  | 125  | 137  | 141  |
|               | 1869 | 1890 | 1921 | 1950 | 1980 | 2001 | 2017 | 2019 | 2022 | 2024 |